# Myrmeleon sjostedti
Myrmeleon sjostedti är en insektsart som beskrevs av Van der Weele 1910. Myrmeleon sjostedti ingår i släktet Myrmeleon och familjen myrlejonsländor. Inga underarter finns listade i Catalogue of Life.